# 6159 Andreseloy
6159 Andreseloy este o planetă minoră (asteroid), cu un diametru de 5,263 km, din centura de asteroizi. A fost descoperită pe 30 decembrie 1991 la Insula Hokkaidō de Seiji Ueda⁠(d) și a fost numită după Andrés Eloy Martínez⁠(d). 
Obiectul prezintă o orbită caracterizată de o semiaxă mare de 2,2915327 UAi, o excentricitate de 0,06, o înclinație de 6,85704 ° în raport cu ecliptica.